# Кэмпбелл-Ранч
Кэмпбелл-Ранч (англ. Campbell Ranch) — индейская резервация северных пайютов, расположенная в центрально-западной части штата Невада, США.

## История
Резервация была создана правительством США в 1936 году. В 1937 году вновь сформированное племя йерингтон-пайюты ратифицировало свою конституцию и устав. Они получили федеральное признание в соответствии с Законом о реорганизации индейцев 1934 года. Кроме Кэмпбелл-Ранч, племя владеет индейской колонией Йерингтон.
В состав племени вошли части групп северных пайютов табусси-дукаду, погаи-дукаду и камодокадо. Индейской резервацией управляет племенной совет.

## География
Резервация расположена в центрально-западной части штата Невада в округе Лайон, примерно в 6 км к северу от города Йерингтон.
Общая площадь резервации составляет 6,709 км². Штаб-квартира племени находится в городе Йерингтон.

## Демография
По данным федеральной переписи населения 2010 года, в колонии проживало 443 человека. Согласно федеральной переписи населения 2020 года в Кэмпбелл-Ранче проживал 291 человек, насчитывалось 142 домашних хозяйств и 97 жилых домов. Средний возраст, проживающих в колонии, составлял 43,6 лет. Средний доход на одно домашнее хозяйство в индейской колонии составлял 40 500 долларов США. Около 23,2 % всего населения находились за чертой бедности,  в том числе 28,6 % тех, кому ещё не исполнилось 18 лет, и 24,7 % старше 65 лет.
Расовый состав распределился следующим образом: белые — 38 чел., афроамериканцы — 15 чел., коренные американцы (индейцы США) — 177 чел., азиаты — 0 чел., океанийцы — 1 чел., представители других рас — 23 чел., представители двух или более рас — 37 человек; испаноязычные или латиноамериканцы любой расы составили 32 человека. Плотность населения составляла 43,4 чел./км².

## Комментарии
1. ↑  Сам город не входит в состав резервации, а является лишь штаб-квартирой племени.